# 100 найвидатніших південноафриканців
100 найвидатніших південноафриканців (англ. 100 Greatest South Africans) — телевізійна програма, що проходила на південноафриканському телеканалі SABC3 у вересні 2004 року. Програма була аналогом британського проєкту «100 найвизначніших британців». Телеканал оголосив про голосування, метою якого було визначення ста найвидатніших представників південноамериканського народу. Голосування проводилося в рамках телепроєкту «Великі південноафриканці» (англ. Great South Africans). За результатами голосування організатори оголосили, що найбільшу кількість голосів отримав Нельсон Мандела. Він отримав перше місце і був названий «найвидатнішим південноафриканцем всіх часів».

## 100 найвидатніших південноафриканців
| Місце | Портрет | Ім'я                       | Роки життя         | Примітки |
| ----- | ------- | -------------------------- | ------------------ | --- |
| 1     |         | Нельсон Мандела            | 1918–2013          | борець проти апартеїду, президент Південно-Африканської республіки (з 1994 по 1999 рік).                                                         |
| 2     |         | Крістіан Барнард           | 1922–2001          | хірург-трансплантолог, виконав першу у світі пересадку серця від людини людині.                                                                  |
| 3     |         | Фредерік Віллем де Клерк   | 1922–2001          | президент Південно-Африканської республіки (з 1989 по 1994 рік), лауреат Нобелівської премії миру (1993)                                         |
| 4     |         | Магатма Ґанді              | 1869–1948          | індійський державний і політичний діяч. Сформулював філософію ненасилля, що вплинула на національні та міжнародні рухи прихильників мирних змін. |
| 5     |         | Нкосі Джонсон              | 1989–2001          | дитина заражена ВІЛ/СНІДом, яка сильно вплинула на суспільне сприйняття пандемії СНІДу та її наслідків, помер у віці 12 років.                   |
| 6     |         | Вінні Мандела              | 1936–2018          | південноамериканський політик, друга дружина Нельсона Мандели                                                                                    |
| 7     |         | Табо Мбекі                 | 1942–н.ч.          | президент Південно-Африканської Республіки від 14 червня 1999 року по 20 вересня 2008.                                                           |
| 8     |         | Гарі Плеєр                 | 1935–н.ч.          | гравець в гольф, один з найвидатніших гольфістів в історії                                                                                       |
| 9     |         | Ян Смутс                   | 1870–1950          | державний діяч Південної Африки та Британської Співдружності, воєначальник і філософ.                                                            |
| 10    |         | Десмонд Туту               | 1931–2021          | активіст і священнослужитель, лауреат Нобелівської премії миру (1984)                                                                            |
| 11    |         | Гансі Кронє                | 1969–2002          | гравець у крикет |
| 12    |         | Шарліз Терон               | 1975–н.ч.          | американська кіноакторка південноафриканського походження                                                                                        |
| 13    |         | Стів Біко                  | 1946–1977          | відомий борець за права чорних південноафриканців, вважається засновником руху «чорної самосвідомості» в Південній Африці.                       |
| 14    |         | Шака                       | 1787–1828          | зулуський вождь |
| 15    |         | Мангосуту Бутелезі         | 1928–н.ч.          | політик, зулуський вождь |
| 16    |         | Тоні Леон                  | 1956–н.ч.          | політик |
| 17    |         | Бренда Фассі               | 1964–2004          | співачка |
| 18    |         | Марк Шаттлворт             | 1973–н.ч.          | бізнесмен, який є другим космічним туристом і першим африканцем, що побував у космосі.                                                           |
| 19    |         | Гендрік Вервурд            | 1901–1966          | прем'єр-міністр Південної Африки (1958—1966) |
| 20    |         | Кріс Гані                  | 1942–1993          | революціонер |
| 21    |         | Бонгінкосі «Зола» Дламіні  | 1977–н.ч.          | музикант, поет, актор |
| 22    |         | Патриція де Ліль           | 1951–н.ч.          | політик, мер Кейптауна |
| 23    |         | Джонні Клегг               | 1953–н.ч.          | музикант |
| 24    |         | Гелен Сузман               | 1917–2009          | політик, борець проти апартеїду |
| 25    |         | Ежен Ней Тербланш          | 1941–2010          | праворадикальний політик, автор ідеології африканерського націоналізму та білого расизму                                                         |
| 26    |         | Пітер-Дірк Уйс             | 1945–н.ч.          | сатирик |
| 27    |         | Поль Крюгер                | 1825–1904          | бурський державний і політичний діяч, президент Трансваалю.                                                                                      |
| 28    |         | Антон Руперт               | 1916–2006          | бізнесмен, філантроп. |
| 29    |         | Джонті Родез               | 1969–н.ч.          | гравець у крикет |
| 30    |         | Леон Шустер                | 1951–н.ч.          | актор, співак, кінематографіст |
| 31    |         | Олівер Тамбо               | 1917–1993          | борець проти апартеїду |
| 32    |         | Стів Гофмейр               | 1964–н.ч.          | співак, актор |
| 33    |         | Волтер Сісулу              | 1912–2003          | політик, борець проти апартеїду |
| 34    |         | Сиріл Рамафоса             | 1952–н.ч.          | бізнесмен, політик |
| 35    |         | Джон Рональд Руел Толкін   | 1892–1973          | англійський письменник |
| 36    |         | Беєрс Науде                | 1915–2004          | клірик, борець з апартеїдом |
| 37    |         | Ерні Елс                   | 1969–н.ч.          | гравець у гольф |
| 38    |         | Міріам Макеба              | 1932–2008          | співачка, громадська активістка |
| 39    |         | Патріс Мотсепе             | 1962–н.ч.          | бізнесмен |
| 40    |         | Тревор Мануель             | 1956–н.ч.          | політик |
| 41    |         | Альберт Лутулі             | 1898–1967          | політик, борець проти апартеїду |
| 42    |         | Роберт Собукве             | 1924–1978          | борець проти апартеїду |
| 43    |         | Токіо Сексвале             | 1953–н.ч.          | бізнесмен, політик, борець проти апартеїду |
| 44    |         | Денні Джордан              | 1951–н.ч.          | політик, борець проти апартеїду, футбольний адміністратор                                                                                        |
| 45    |         | Фатіма Меер                | 1928–2010          | письменниця, борець проти апартеїду |
| 46    |         | Ахмед Катрада              | 1929–2017          | політик, борець проти апартеїду |
| 47    |         | Джо Слово                  | 1926–1995          | комуністичний діяч, борець проти апартеїду |
| 48    |         | Наталі дю Туа              | 1984–н.ч.          | спортсменка, плавчиня, учасниця Олімпійських ігор, 13-разова чемпіонка Параолімпійських ігор                                                     |
| 49    |         | Джомо Соно                 | 1955–н.ч.          | футболіст, тренер |
| 50    |         | Франсуа Пієнар             | 1967–н.ч.          | регбіст |
| 51    |         | Джон Кані                  | 1943–н.ч.          | актор |
| 52    |         | Пенелопа Гайнс             | 1974–н.ч.          | плавчиня, дворазова олімпійська чемпіонка |
| 53    |         | Джеремі Мансфілд           |                    | радіо та телеактор, шоумен |
| 54    |         | Лукас Радебе               | 1969–н.ч.          | футболіст |
| 55    |         | Мамфела Рамфеле            | 1947–н.ч.          | борець проти апартеїду |
| 56    |         | Сесіль Джон Родс           | 1890–1896          | британський та південноафриканський політичний діяч, бізнесмен, ініціатор англійської колоніальної експансії в Південній Африці                  |
| 57    |         | Альбертіна Сісулу          | 1918–2011          | борець проти апартеїду |
| 58    |         | Аггрі Клаасте              | 1940–2004          | журналіст, редактор |
| 59    |         | Алан Пейтон                | 1903–1988          | письменник, політик, борець проти апартеїду |
| 60    |         | Гаррі Фредерік Оппенгеймер | 1908–2000          | бізнесмен |
| 61    |         | Закі Ахмат                 | 1962–н.ч.          | режисер, борець проти апартеїду |
| 62    |         | Доктор Кумало              | 1967–н.ч.          | футболіст |
| 63    |         | Ян ван Рібек               | 1619–1677          | голландський дослідник і мореплавець, що заснував місто Кейптаун                                                                                 |
| 64    |         | Брюс Фордіс                | 1955–н.ч.          | марафонець та ультрамарафонець |
| 65    |         | Енох Сонтонга              | 1873–1905          | автор гімну Південно-Африканської Республіки |
| 66    |         | Золя П'єтрзе               | 1966–н.ч.          | легкоатлетка |
| 67    |         | Соломон Чекізо Плаакі      | 1876–1932          | громадський діяч, журналіст, письменник |
| 68    |         | Дені Кравен                | 1910–1993          | регбіст |
| 69    |         | Аллан Бюсак                | 1946–н.ч.          | клірик, борець проти апартеїду |
| 70    |         | Феліція Мабуза-Саттл       |                    | шоуменка, підприємець |
| 71    |         | Івонн Чака Чака            | 1965–н.ч.          | співачка |
| 72    |         | Джейкоб Матлала            | 1962–2013          | боксер |
| 73    |         | Кайзер Мотаунг             | 1944–н.ч.          | футболіст |
| 74    |         | Басетсана Кумало           | 1974–н.ч.          | бізнесвумен, філантроп, міс Південна Африка 1994                                                                                                 |
| 75    |         | Антьє Крог                 | 1952–н.ч.          | письменниця |
| 76    |         | Дуллах Омар                | 1934–2004          | політик, борець проти апартеїду |
| 77    |         | Mandoza                    | 1978–2016          | музикант |
| 78    |         | Нкосазана Дламіні-Зума     | 1949–н.ч.          | політик, дипломат, борець проти апартеїду |
| 79    |         | Реймонд Акерман            | 1931–н.ч.          | бізнесмен |
| 80    |         | Надін Гордімер             | 1923–2014          | письменниця, лауреат Нобелівської премії |
| 81    |         | Даніель Франсуа Малан      | 1874–1959          | прем'єр-міністр Південної Африки (1948—1954) |
| 82    |         | Фредерік ван Зіль Слабберт | 1940–2010          | політик, бізнесмен |
| 83    |         | Джеймс Баррі Герцог        | 1866–1942          | прем'єр-міністр Південно-Африканського Союзу у 1924—1939                                                                                         |
| 84    |         | Гектор Пітерсон            | 1966–1977          | дитина убита поліцейськими, символ опору жорстокості уряду апартеїду                                                                             |
| 85    |         | Сьюсанкер Сьюголум         | 1930–1978          | гольфіст |
| 86    |         | Вільям Сміт                |                    | телеведучий |
| 87    |         | Пітер Віллем Бота          | 1916–2006          | Президент ПАР (1984—1989) |
| 88    |         | Х'ю Масекела               | 1939–н.ч.          | музикант |
| 89    |         | Булелані Нгкука            | 1954–н.ч.          | політик |
| 90    |         | Джоді Шектер               | 1950–н.ч.          | автогонщик, чемпіон Формули-1 |
| 91    |         | Джордж Бізос               | 1927–н.ч.          | правозахисник |
| 92    |         | Мбонгені Нгема             | 1956–н.ч.          | сценарист, режисер, продюсер |
| 93    |         | PJ Powers                  | 1960–н.ч.          | музикант |
| 94    |         | Мімі Куртзе                | 1932–н.ч.          | співачка |
| 95    |         | Містер Плес                | 2,5 млн років тому | австралопітек, рештки якого виявлені у ПАР |
| 96    |         | Абдула Ібрагім             | 1934–н.ч.          | піаніст |
| 97    |         | Гован Мбекі                | 1910–2011          | політичний діяч |
| 98    |         | Джеймі Юйс                 | 1921–1996          | режисер |
| 99    |         | Джейкобс Гендрік Пірніф    | 1886–1957          | художник |
| 100   |         | Атол Фугард                | 1932–н.ч.          | драматург |